# Barrowammo
Barrowammo és un gènere d'aranyes araneomorfes de la família dels ammoxènids (Ammoxenidae). Fou descrit per primer cop l'any 2002 per Platnick. L'any 2017, hi ha reconeguda una sola espècie: Barrowammo waldockae.
El nom és un mot creuat entre Illa de Barrow i el nom d'Ammoxenidae. Els individus d'aquest gènere s'assemblen a Austrammo, però hi ha algunes diferències clares. No tenen pèls en la part darrere de l'últim segment del pedipalp, una característica del gènere Austrammo. Els mascles, tenen tubercles en el segment terminal del pedipalp i un escut al darrere de l'abdomen. En les femelles, l'abdomen és rectangular, mentre que en Austrammo és triangular. Aquestes diferències van ser considerades prou rellevants per crear un nou gènere.